# Sam & Max Hit the Road
Sam & Max Hit the Road es un videojuego del tipo aventura gráfica lanzado por LucasArts en el año 1993. Es el noveno juego que utiliza la interfaz del motor SCUMM, aunque a la vez es el primero que descarta la interfaz clásica de "Abrir, Cerrar, Coger, Usar..." de juegos precedentes con SCUMM, utilizando un control exclusivo con el puntero del ratón en forma de iconos que definen la acción, que se intercambian con el botón derecho del ratón.
Basado en los personajes del cómic Sam & Max: Freelance Police creado por Steve Purcell, sigue la historia del dúo de detectives (Sam y Max).

## Argumento
Sam y Max son un perro y un conejo, que se dedican a combatir al crimen con uñas y dientes sin importarles lo más mínimo el concepto de mesura humano (para algo son animales). Mientras que Sam (el perro) representa la cordura que todo buen detective debe demostrar, Max (el conejo) es un psicópata sin escrúpulos adicto a la violencia gratuita, que se esconde bajo una inocente apariencia y que se burla de todo y todos, incluso de su inseparable colega canino.
Los dos forman una inefable patrulla de policías freelance que resuelven los más inverosímiles casos convirtiéndose en héroes eventuales de vez en cuando. Un día llega a su despacho una petición de ayuda de un carnaval regentado por dos hermanos siameses: Al parecer su principal atracción, un yeti congelado, ha huido dejándoles en una muy comprometida situación. Será a partir de ese momento en el que los dos policías se pongan manos a la obra en un caso que trasciende más allá de lo aparente, involucrándose en un peligroso "arrebú" de estupidez, jazz, surrealismo y ecología.

## Curiosidades
- En el juego, los tres dependientes de las diversas tiendas Snuckey's son en realidad versiones de Bernard, del Día del tentáculo.

- Si durante algún momento del juego se intenta recoger algún objeto que Sam no puede recoger y se insiste, éste se acaba rindiendo.

- Los créditos del juego son una caseta de tiro donde van apareciendo diversas figuras de espalda. Si uno se fija bien, puede distinguir al muñeco vudú de Guybrush Threepwood, el téntaculo púrpura (Day of the tentacle), o R2-D2.